# Тоба-Тек-Сингх
Тоба-Тек-Сингх (англ. Toba Tek Singh) — город в провинции Пенджаб, Пакистан, расположен в одноимённом округе. Население — 76 143 чел. (на 2010 год).

## История
В 1906 году в городе проживало 1874 человек.

## Географическое положение
Город расположен недалеко от реки Чинаб.

## Демография
| 1961   | 1972   | 1981   | 1998   | 2010   |
| ------ | ------ | ------ | ------ | ------ |
| 17 847 | 28 028 | 37 844 | 58 665 | 76 143 |